# Juan de Castellanos (obispo)
Juan de Castellano O.P. (?, 1315 - Salamanca, 1385) fue un obispo, teólogo dominico y capellán pontificio. 
Tomó los hábitos como dominico en el convento de San Esteban de Salamanca y cursó estudios de Teología en la Universidad de París donde se doctoró. Fue nombrado visitador de los conventos de Castilla. El cardenal Pedro de Luna, más tarde antipapa Benedicto XIII, de obediencia cismática al papa de Aviñón, lo escogió como confesor y consejero, arcediano de Segovia y capellán pontificio. 
Se convirtió en obispo de Salamanca el 29 de octubre de 1382 y ocupó la sede durante tres años. Su episcopado se vio envuelto en el contexto del gran Cisma de occidente y de las guerras nobiliarias entre las familias más poderosas de la ciudad: los Manzano y los Monroy. El obispo medió para promover la paz que no se produciría hasta mediados del siglo siguiente con la intervención de San Juan de Sahagún.
Durante su mandato se fundó el Colegio de Pan y Carbóny se expropió la sinagoga vieja de la ciudad que fue consagrada como iglesia bajo la advocación de San Salvador (la actual iglesia de San Millán).Se sabe que durante esos años se celebró un sínodo en Cantalapiedra en el que se decidió suprimir algunos edificios judíos de la ciudad.